# شهرستان کیلکنی
شهرستان کیلکنی (به انگلیسی: County Kilkenny) یکی از شهرستان‌های کشور ایرلند است که در لینستر واقع شده‌است.

## خصوصیات
شهرستان کیلکنی ۲٬۰۷۳ کیلومترمربع مساحت و ۹۵٬۴۱۹ نفر جمعیت دارد.